# Microrégion du Baixo Pantanal
La microrégion du Baixo Pantanal est l'une des deux microrégions qui subdivisent les pantanais de l'État du Mato Grosso do Sul au Brésil.
Elle comporte 3 municipalités qui regroupaient 138 794 habitants en 2010 pour une superficie totale de 83 038 km2.

## Municipalités[1]
- Corumbá
- Ladário
- Porto Murtinho